# Войскови другар
Войсковите другари (на украински: військовий товариш, на руски: войсковой товарищ) са привилегирована част от казаците в Казашкото хетманство през втората половина на XVII и XVIII век, които по социален статус се доближават до полковата старшина (политико-административната управа на даден полк като военна, съдебна и административно-териториална единица на Казашкото хетманство) и оказват значително влияние върху военните и държавните дела.

## Задължения
Главното задължение на войсковия другар е военната служба на собствени разноски, без заплащане. Войсковите другари вземат участие във военни кампании, по време на които командват сотни, отговарят за артилерията, боеприпасите и т. н. Те биват избирани за участие в различни комисии – преброителна, следствена, гранична, погранична комисия; също така те отговарят за закупуване на коне и волове за армията, както и за снабдяването с провизии и фураж; когато са назначени в полковата канцелария, те често заемат поста полкови комисар; войсковите другари извършват надзора на пътищата и пощенските маршрути, строителството на хетмански резиденции, промишлени сгради, крепости и др.

## Статус
На практика получаването на званието войскови другар се равнява на първия офицерски чин в кавалерията на редовната войска, а именно – корнет.
Войсковите другари са подчинени на Главната войскова канцелария (след ликвидирането ѝ – на Малоруската колегия). Званието войскови другар се присъжда по препоръка на полковник от Главната войскова канцелария или Малоруската колегия.
Измежду редиците на знатните войсови другари се избира Генералната старшина (правителството на Казашкото хетманство), както и полковниците (главите на полковете, които са били не само военни, но и съдебни и териториално-административни единици в хетманството).
Чинът войскови другар е почти задължителна предпоставка за повишението на синовете на генералните старшини и полковите старшини в чин бончуков другар. Повечето от тях започват военната си служба именно като войскови другари. Чинът се дава след дълга служба и на знатни другари (благородници), войскови канцеларисти, потомци из духовенството и други.

## Численост
Техният брой е варирал в отделните полкове и е бил непостоянен. В служебните регистри от 1763 г. са вписани 238 войскови другари, от които в Стародубски полк –  32, в Нежински полк – 34, в Черниговски полк – 25, в Киевски полк – 19, в Переяславски полк – 17, в Прилукски полк – 12, в Лубнински полк – 38, в Миргородски полк – 15, в Полтавски полк – 23, и в Гадячки полк – 23.

## Ликвидация
Съгласно указ на императрица Екатерина II от 24 декември 1784 г. за прекратяване на присъждането на званието войскови другар на украинските казаци, бившите войскови другари, които остават на военна служба, биват приравнени на корнети, а тези, които преминават на цивилна служба, са повишени в титулярни съветници или губернийски секретари.